# Rafael Cabello de Alba
Rafael Cabello de Alba y Gracia (Montilla, 31 d'agost de 1925 – Madrid, 4 de maig de 2010) va ser un advocat i polític espanyol.

## Biografia
Llicenciat en Dret per la Universitat de Granada, va iniciar la seva carrera com a Advocat de l'Estat. Posteriorment va ser president de la Diputació Provincial de Còrdova entre 1957 i 1962. Durant els 5 anys del seu mandat va actuar en matèria de proveïments, repoblacions forestals, camins, centres socials, construcció d'escoles i escorxadors.
Des de 1962 fins a 1966 va ser director general de Previsió. En aquest període es promulga la Llei de Bases de la Seguretat Social. En aquestes mateixes dates, al capdavant de la direcció general, s'engega l'hospital de la Vall d'Hebron a Barcelona. També va ser procurador en Corts entre els anys 1955 i 1974, en les tres primeres legislatures com a membre de l'administració Local, i entre els anys 1967 i 1974 com a representant de la Família.
Va sortir de l'administració per ser vicepresident de SEAT tornant a la funció pública en 1974 per ocupar el càrrec de Ministre d'Hisenda, duent a terme una dràstica retallada de la despesa pública, i Vicepresident segon del Govern entre el 29 d'octubre de 1974 i el 12 de desembre de 1975 a l'últim govern de Franco presidit per Carlos Arias Navarro.
Després del seu pas per l'administració pública va passar al sector privat en els àmbits empresarials i de l'advocacia.